# Гордлевский, Владимир Александрович
Влади́мир Алекса́ндрович Гордле́вский (25 сентября [7 октября] 1876, Свеаборг, Нюландская губерния — 10 сентября 1956, Москва) — советский востоковед-тюрколог, специалист по турецкому языку, литературе, фольклору и истории Турции. Доктор филологических наук, профессор. Академик АН СССР.

## Биография
Родился 25 сентября (7 октября) 1876 года в Свеаборге (Финляндия) в семье военного чиновника, делопроизводителя крепостного пехотного батальона. В 1895 году с серебряной медалью окончил Александровскую гимназию в Гельсингфорсе, в 1899 году — Лазаревский институт восточных языков, а в 1904 году с дипломом 1-й степени — историко-филологический факультет Московского университета. С целью подготовки к профессорскому званию в Лазаревском институте в 1904—1907 годах стажировался в Стамбуле в турецком и арабском языках; был также в Сирии, а во Франции слушал лекции в Коллеж де Франс.
С 1907 по 1918 год преподавал турецкий язык и историю турецкой литературы в Лазаревском институте, который позднее был реорганизован в Московский институт востоковедения (с 1918 по 1948 года являлся профессором этого института). Одновременно В. А. Гордлевский обрабатывал этнографические материалы, собранные во время путешествий, переводил на турецкий язык произведения русской литературы, в том числе В. М. Гаршина и А. П. Чехова. Во время первой мировой войны в качестве корреспондента «Русских ведомостей» и военного переводчика В. А. Гордлевский побывал на Кавказском фронте. Ему удалось спасти немало турецких и курдских рукописных материалов; ценнейшие из них по истории сельджуков. В апреле — декабре 1917 года исполнял обязанности попечителя Оренбургского учебного округа.
В 1919—1933 годах — Заведующий восточным отделом Государственной Библиотеки им. В. И. Ленина. С 1925 по 1929 годы — профессор 1-го МГУ.
В 1921—1931 годах — преподаватель Восточного факультета Военной академии РККА им. М. В. Фрунзе.
В 1934 году получил степень доктора литературоведения.
Член-корреспондент АН СССР с 1929 года, академик АН СССР с 1946 года.
В 1938—1956 годах — старший научный сотрудник, заведующий сектором языка и литературы стран Ближнего и Среднего Востока Института востоковедения АН СССР.
После смерти В. А. Гордлевского 10 сентября 1956 года по его завещанию Институт востоковедения получил на сохранение обширную библиотеку учёного. В 1958 году по решению Президиума Академии наук в институте был создан Мемориальный кабинет-библиотека им. акад. В. А. Гордлевского. Фонд включает более 10 тысяч единиц хранения: книги, журналы, статьи, фотоальбомы, географические атласы, оттиски научных статей. Имеется этнографическая коллекция В.А Гордлевского, включающая этнографические и культовые предметы. В течение всего периода деятельности Мемориального кабинета более 40 лет на общественных началах функционирует тюркологический семинар. В задачу семинара входит обсуждение разнообразных вопросов по истории, экономике, литературоведению Турции и тюркоязычных народов стран СНГ.

Могила В. А. Гордлевского на Новодевичьем кладбище в Москве

## Научная деятельность
Автор около 300 работ по турецкому языку, истории, этнографии, фольклору и литературе Турции, которые начал изучать во время неоднократных поездок в Турцию.
Является редактором первого «Турецко-русского» словаря, изданного в 1931 году.
Важнейшая историческая работа Гордлевского «Государство Сельджукидов Малой Азии», изданная в 1941 году, содержит огромный материал по истории сельджукидов, по экономической и социальной жизни всего Ближнего Востока в 11—13 вв.
Категорически выступал против идеи извечной принципиальной борьбы Руси со степью, которая, по его мнению, всего лишь «…официальное, навеянное церковью представление о народе, живущем не в городах, где утвердилась христианская вера, а в степи», и которое "идёт… с Запада… через католических миссионеров; культурные связи между Киевом и Западом принесли и взгляд на половцев как на «батог бога», «бич божий». Указал, что по мере взаимного привыкания шло изменение политических взаимоотношений между половцами и русскими, что в XII в. они становятся всё более тесными и дружественными, «врастают в повседневный быт», особенно путём смешанных браков во всех слоях общества.
В своей статье «Что такое „босый волк“» настаивает на чтении «босый», а не «бусый», как исправляют текст многие издатели и комментаторы, и производит это слово от тюркского «boz» — «серый». Также он приводит обстоятельный обзор сведений о взаимоотношениях половцев и Руси, принимая мысль В. А. Пархоменко о том, что «идея извечной принципиальной борьбы Руси со степью явно искусственного происхождения»; между Русью и половцами происходило активное «духовное взаимодействие». Приведя обзор литературы о тюркизмах, Гордлевский подробно проанализировал сведения о культе волка у тюркских и монгольских племён и, особенно, о вере в оборотничество.
В статье «Там, где в старину жили армяне» Гордлевский на многочисленных фактах показал значительную роль армян в экономической и культурной жизни Османской империи, разоблачил турецкие правящие круги как организаторов геноцида армян.
В 1917 побывал в Западной Армении. В опубликованной в том же году статье «Армяне и война» Горделевский поведал о резне армян в Муше, Битлисе, показал, что вину за геноцид армянского народа несёт и союзница турок — кайзеровская Германия. Учёный выражал уверенность, что армянский народ найдёт в себе силы, чтобы пережить страшную трагедию: «Сотни тысяч безвинных армян пали в Турции жертвами зверств. С огромным мужеством шли на смерть сыны Армении; они знали, что через смерть армянский народ возродится к жизни, к лучшей жизни. И будет жить Армения!».
В последние годы жизни работал над средневековой историей Стамбула.

## Награды
- 2 ордена Ленина (08.10.1946; 1953)
- орден Трудового Красного Знамени (10.06.1945)
- Медаль «За доблестный труд в Великой Отечественной войне 1941—1945 гг.»

## Основные труды
- Государство Сульджукидов Малой Азии // Избранные сочинения. Исторические работы. М.: Издательство вост. лит., 1960. — Т. I.
- Сказания и легенды, собранные в Турции в 1926—1928 гг. (серия четвёртая) // Избранные сочинения. Этнография, история востоковедения, рецензии. М.: Издательство вост. лит., 1968. — Т. IV.
- Числительное «50» в турецком языке (к вопросу о счёте в тюркских языках), 1945, том IV, вып. 3—4
- Анатолия // Избранные сочинения. История и культура. М.: Издательство вост. лит., 1962. — Т. III.
- Сказания и легенды, собранные в Турции в 1926—1928 гг. (серия четвёртая) // Избранные сочинения. Этнография, история востоковедения, рецензии. М.: Издательство вост. лит., 1968. — Т. IV.
- Османская свадьба // Избранные сочинения. Этнография, история востоковедения, рецензии. М.: Издательство вост. лит., 1968. — Т. IV.
- Образцы османского народного творчества // Труды по востоковедению, издаваемые Лазаревским институтом восточных языков. М.: Тип. «Крестного календаря», 1916. — Ч. 1. Тексты, Т. XXXIV, Вып. IV.
- Внутреннее состояние Турции во 2-й половине 16 в., 1940.
- Строй Бедестана в Константинополе. — Избранные сочинения. Т. 3. М., 1962.
- Анекдоты о ходже Насреддине / Пер. с тур. [и послесл.] В. А. Гордлевского; Предисл. И. Брагинского ; Акад. наук СССР. Ин-т востоковедения. — 2-е изд. — Москва : Изд-во вост. лит., 1957. — 275 с.; 21 см.